# Talisia eximia
Talisia eximia là một loài thực vật có hoa trong họ Bồ hòn. Loài này được K.U.Kramer miêu tả khoa học đầu tiên năm 1972.